# Valse kleuren

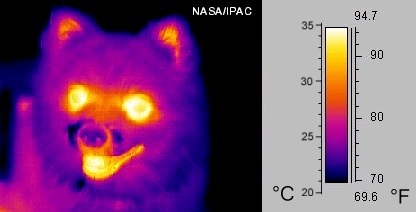
Foto van een hond in valse kleuren gemaakt met een infraroodcamera: warme gebieden worden geel/wit weergegeven, koude gebieden zwart tot paars

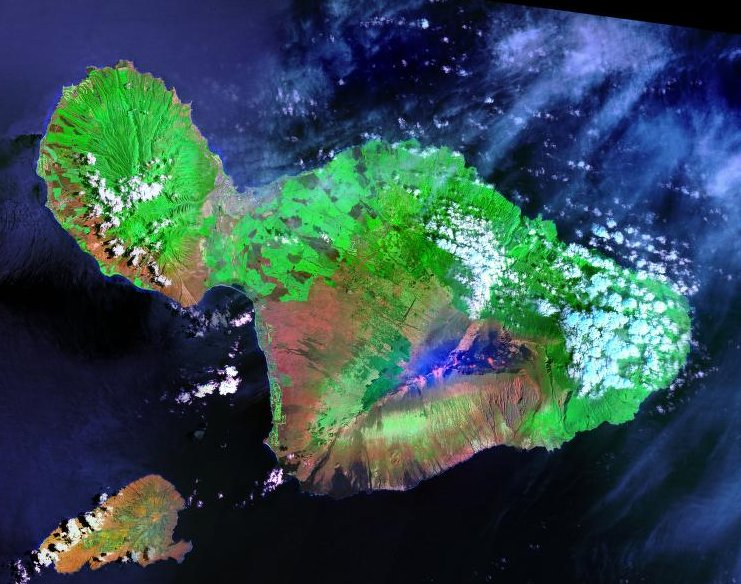
Satellietfoto in valse kleuren van het eiland Maui, gemaakt rond 2000 met de Landsat 7.

Foto's in valse kleuren (Engels: false color) tonen bepaalde frequenties van elektromagnetische straling (eventueel zelfs frequenties die het menselijk oog niet kan waarnemen) in andere frequenties van het elektromagnetisch spectrum, ditmaal in zichtbaar licht. Zo worden bijvoorbeeld drie frequenties infrarood weergegeven als de gebruikelijke drie primaire kleuren rood, groen en blauw (RGB). Dit moet worden onderscheiden van pseudokleuren, zoals in thermografie, waarbij de intensiteit van infraroodstraling met een kleur in het zichtbaar spectrum wordt aangegeven.
Valse kleuren worden gebruikt in de astronomie, de medische wereld en andere disciplines, waar men informatie die normaal niet zichtbaar is, op een foto wil weergeven. De afbeeldingen tonen de voorwerpen in een andere kleur dan een standaardfoto zou tonen (of het menselijk oog zou waarnemen). De grafiek van Krinov is een belangrijk instrument voor het interpreteren van de juiste objecten op basis van de kleur.
Foto's in werkelijke kleuren, normale foto's die met een gewoon fototoestel gemaakt worden, geven de kleuren van de werkelijkheid wel goed weer.

## Satellietfoto's
Valse kleuren worden vaak gebruikt in satellietfoto's. Veel satellieten kunnen ook waarnemen buiten het zichtbare spectrum, bijvoorbeeld in infrarood. Om dit te kunnen weergeven, kiest men in plaats van de gebruikelijke drie primaire kleuren rood, groen en blauw (RGB), drie andere golflengtes, die dan als rood, groen en blauw worden weergegeven. In de nevenstaande opname van het Hawaïaanse eiland Maui is bijvoorbeeld het verre infrarood als rood weergegeven, het nabije infrarood (karakteristiek voor vegetatie) als groen, en zichtbaar groen licht als blauw (Landsat 7 ETM+-banden 7, 4 en 2).